# Mergulhão (urbanismo)
Mergulhão é um tipo de intervenção urbanística feita com o objetivo de melhorar a paisagem urbana e beneficiar o escoamento do tráfego de veículos automotores.
Mergulhões são uma espécie de túnel que passa por baixo das ruas, liberando espaço para praças e o tráfego de pessoas por cima delas. Há mergulhões ou projetos de construções atualmente em diversas cidades do Brasil e do mundo.
Um dos mergulhões mais famosos do Brasil foi o Túnel Engenheiro Carlos Marques Pamplona, construído sob a Praça XV de Novembro durante a década de 1990. Em 2008, ainda na campanha, o prefeito eleito da cidade do Rio de Janeiro, Eduardo Paes, prometeu a criação de mergulhões ao longo da via férrea da Supervia, reafirmando essa proposta duas semanas após a eleição.
Em São Paulo, também se tem discutido a criação de um mergulhão que eliminaria o transporte de cargas na superfície da cidade .